# Jan Bisztyga
Jan Michał Bisztyga (ur. 19 stycznia 1933 w Krakowie) – polski funkcjonariusz wywiadu, urzędnik państwowy, dyplomata i funkcjonariusz partyjny.

## Życiorys
Syn Kazimierza i Katarzyny. Pracownik Zarządu Powiatowego ZMP w Niemodlinie (1948–1949), a następnie w Mrągowie (1949–1951). Studiował chemię na Uniwersytecie Jagiellońskim; przewodniczący Zarządu Uczelnianego ZMP na UJ (1951–1954). Od 1953 członek PZPR. W 1956 skierowany do Służby Bezpieczeństwa, przeszedł szkolenie w Szkole Departamentu I (wywiadu) MBP (1956). Długoletni pracownik wywiadu, który m.in. pełnił funkcję  oficera rezydentury przy ambasadzie PRL w Indiach (1963–1964), naczelnika wydziału VI Departamentu II MSW (1967–1969), zastępcy dyrektora Departamentu Studiów i Programowania MSZ (1969–1972) z pozostawieniem na etacie Departamentu I MSW. Ze służby odszedł w stopniu pułkownika wywiadu MSW. Od 1972 do 1974 podsekretarz stanu w MSZ, ambasador PRL w Grecji (1975–1979) i Wielkiej Brytanii (1978–1981). W latach 1982–1985 starszy inspektor, a 1985–1986 zastępca kierownika Wydziału Informacji KC PZPR, następnie do 1989 Wydziału Propagandy KC PZPR. W 1989 był rzecznikiem prasowym KC PZPR. W latach 2001–2003 doradca premiera Leszka Millera.